# اس‌اس اتلانتوس

{{Infobox ship characteristics
اس‌اس اتلانتوس (به انگلیسی: SS Atlantus) یک کشتی بود که طول آن ۷۹٫۲ متر (۲۵۹ فوت ۱۰ اینچ) Length between perpendiculars بود. این کشتی در سال ۱۹۱۸ (میلادی)|۱۹۱۸]] ساخته شد.